# Světová výstava 1962
Světová výstava 1962 (v angličtině známá též jako Century 21 Exposition) byla v pořadí 30. světová výstava a zároveň druhá, která se uskutečnila v Seattlu. Trvala od 21. dubna do 21. října 1962 a během tohoto období ji navštívilo bezmála 10 milionů lidí. Téma výstavy znělo „Living in the Space Age“, což v překladu znamená Život ve vesmírné době. Symbolem výstavy, a později i celého Seattlu, se stala 184 m vysoká věž Space Needle, navržená Victorem Steinbrueckem a Johnem Grahamem Jr. Hlavním organizátorem celé výstavy byl jmenován architekt Paul Thiry. Na rozdíl od některých jiných světových veletrhů své doby vykázala výstava v Seattlu zisk.

## Příprava výstavy
Svou kandidaturu na pořádání světové výstavy podali seattleští radní v roce 1955. O dva roky později byla žádost města schválena Kongresem a to zejména jako americká reakce na úspěch sovětské mise Sputnik 1. Jako místo pořádání byl vybrán městem vlastněný 30 hektarový pozemek ve čtvrti Queen Anne Hill. V roce 1960 výstavu posvětil Mezinárodní úřad pro výstavnictví a udělil jí status světové výstavy trvající šest měsíců. Oficiální účast potvrdilo 35 státu, avšak kvůli napjaté geopolitické situaci na počátku 60. let bylo omezeno zapojení komunistických států; Sovětský svaz svou účast odmítl a Čína spolu se Severním Vietnamem a Severní Koreou nebyli pozváni.

## Významné exponáty
Výstavní areál byl rozdělen do pěti tematických oblastí:

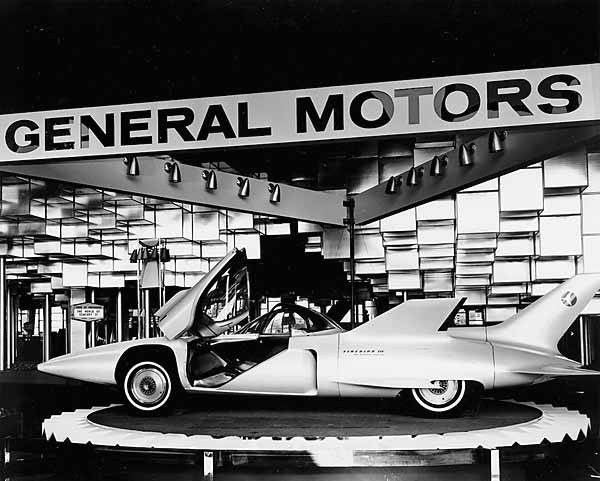
Firebird III v pavilonu společnosti General Motors

- Svět vědy (World of Science) – tato oblast zahrnovala pavilon USA a pavilon NASA, do jejichž vybudování investovala americká vláda více než 9 milionů dolarů.[5] K vidění zde byly satelitní snímky Země pořízené umělou družicí Explorer 1 nebo kapsle projektu Mercury, která vynesla Alana Sheparda jako prvního Američana do vesmíru.
- Svět zítřka (World of Tomorrow) – v této oblasti byly navštěvníkům předtavovány nejrůznější futuristické projekty. Mnoho působivých expozic ukazovalo, jak bude podle odborníků člověk žít, pracovat, bavit se a cestovat v 21. století. Výstava představila fantastický náhled do budoucnosti a ukázala takové zajímavosti, jako je televize o velikosti stěny, budoucí vesmírná komunikace, dům a auto budoucnosti, elektronická knihovna, funkční model 12 metrů vysoké vodní elektrárny a hodiny, které fungují na plyn.[6]
- Svět obchodu a průmyslu (World of Commerce and Industry) – zde se nacházely mezinárodní pavilony a pavilony amerických firem. Mezi nimi např. Ford Motor Company, Boeing nebo Vogue.[1][7]
- Svět umění (World of Art) – v této oblasti byla vystavena díla od umělců jako je Michelangelo, Auguste Renoir, Tizian, El Greco, Caravaggio, Rembrandt, Rubens, Toulouse-Lautrec, Monet, Klee, Braque a Picasso zapůjčena od 61 muzeí z celého světa.[6] K vidění byla i sbírka umění starověkého Blízkého východu a amerických indiánů.
- Svět zábavy (World of Entertainment) – nacházel se na severním obvodu výstaviště a prezentoval vše od hudby až po sport. Mezi velmi oblíbené patřily zápasy v boxu a vystoupení v twirlingu.

Výstavišti dominoval symbol cestování do vesmíru: Space Needle. Architektonické inovace se neomezovaly pouze na tuto stavbu. Paul Thiry navrhl futuristické Koloseum (v současnosti Key Arena), v němž se nacházel pavilon státu Washington, zatímco Minoru Yamasaki spojil japonskou a gotickou estetiku a vytvořil elegantní pavilon vědy USA (v současnosti Pacific Science Centre).

### Space Needle
Nejvýraznějším symbolem výstavy se stala 184 m vysoká věž Space Needle, navržená Victorem Steinbrueckem a Johnem Grahamem Jr., s prosklenou otáčivou restaurací na vrcholu, na kterou se dalo dostat vnějšími výtahy, které vypadaly jako vesmírné kapsle. Její oblibu dokládá fakt, že se na vrchol věže, kde se dodnes nachází restaurace SkyCity, výtahem svezlo až 20 tisíc lidí denně, což za celou výstavu dělalo více než 2,3 milionu návštěvníků. Původní myšlenka celého projektu vznikla v roce 1959 u Eddieho Carlsona. Jako inspirací mu byla Stuttgartská televizní věž.

### Monorail
Dalším velice známým exponátem byl 1,5 km dlouhý monorail. Byl postaven západoněmeckou společností ALWEG za zhruba 3,5 milionu dolarů a za celou šest měsíců trvající výstavu svezl více než 8 milionů lidí.

### Pacifické centrum vědy
Pacifické centrum vědy (anglicky Pacific Science Center), tehdy jako součást amerického pavilonu, bylo navrženo architektem Minoru Yamasakim. Jedná se o vědecké muzeum složené z osmi budov rozkládajících se na 29 000 m².

### Mezinárodní fontána
Autory Mezinárodní fontány (International Fountain) jsou Hideki Shimizu a Kazuyuki Matsushita.